# Dumplengan
Dumplengan is een bestuurslaag in het regentschap Ngawi van de provincie Oost-Java, Indonesië. Dumplengan telt 2809 inwoners (volkstelling 2010).